# Чижова Олена Семенівна
Олена Семенівна Чижова (* 4 травня 1957, Ленінград, РРФСР) — російська письменниця, прозаїк, перекладач, есеїст, лауреат російської букерівської премії 2009 року. Директор Санкт-Петербурзького Російського ПЕН-клубу.
Кандидат економічних наук. Викладала управління виробництвом та англійську мову, в 1990-х роках займалася бізнесом. Головний редактор міжнародного журналу «Всесвітнє слово» (Санкт-Петербург).
Удова офіційного представника Меджлісу кримськотатарського народу в Санкт-Петербурзі, доктора історичних наук, професора Санкт-Петербурзького державного університету, члена Данської королівської академії наук Валерія Возгріна (1939–2020).

## Громадянська позиція
У березні 2014 підписала звернення російських діячів культури проти окупації Криму.
У травні 2018 приєдналась до заяви російських літераторів на захист українського режисера Олега Сенцова, незаконно засудженого у РФ.